# Krynica (województwo mazowieckie)
Krynica – wieś w Polsce położona w województwie mazowieckim, w powiecie siedleckim, w gminie Suchożebry. Ma status sołectwa. Leży nad Starą Rzeką.
| SIMC    | Nazwa      | Rodzaj     |
| ------- | ---------- | ---------- |
| 1056161 | Pieńki     | przysiółek |
| 1056178 | Rogóż      | część wsi  |
| 1056184 | Szydłowiec | przysiółek |

We wsi znajduje się zabytkowy zespół dworski z XIX w.
W latach 1954–1961 wieś należała i była siedzibą władz gromady Krynica, po jej zniesieniu w gromadzie Suchożebry. W latach 1975–1998 miejscowość administracyjnie należała do województwa siedleckiego.
Miejscowość jest siedzibą rzymskokatolickiej  parafii Matki Bożej Częstochowskiej.

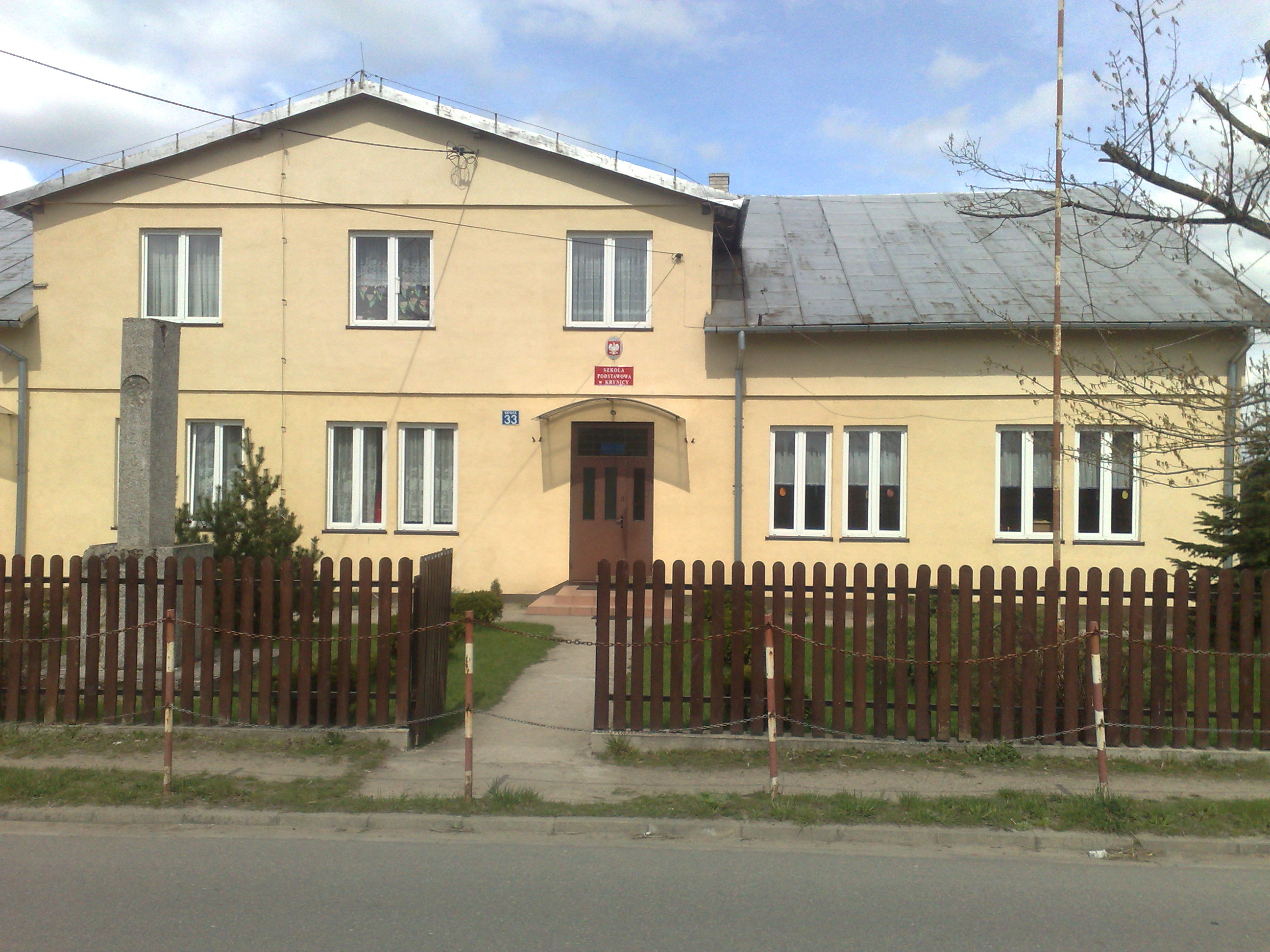
Szkoła podstawowa
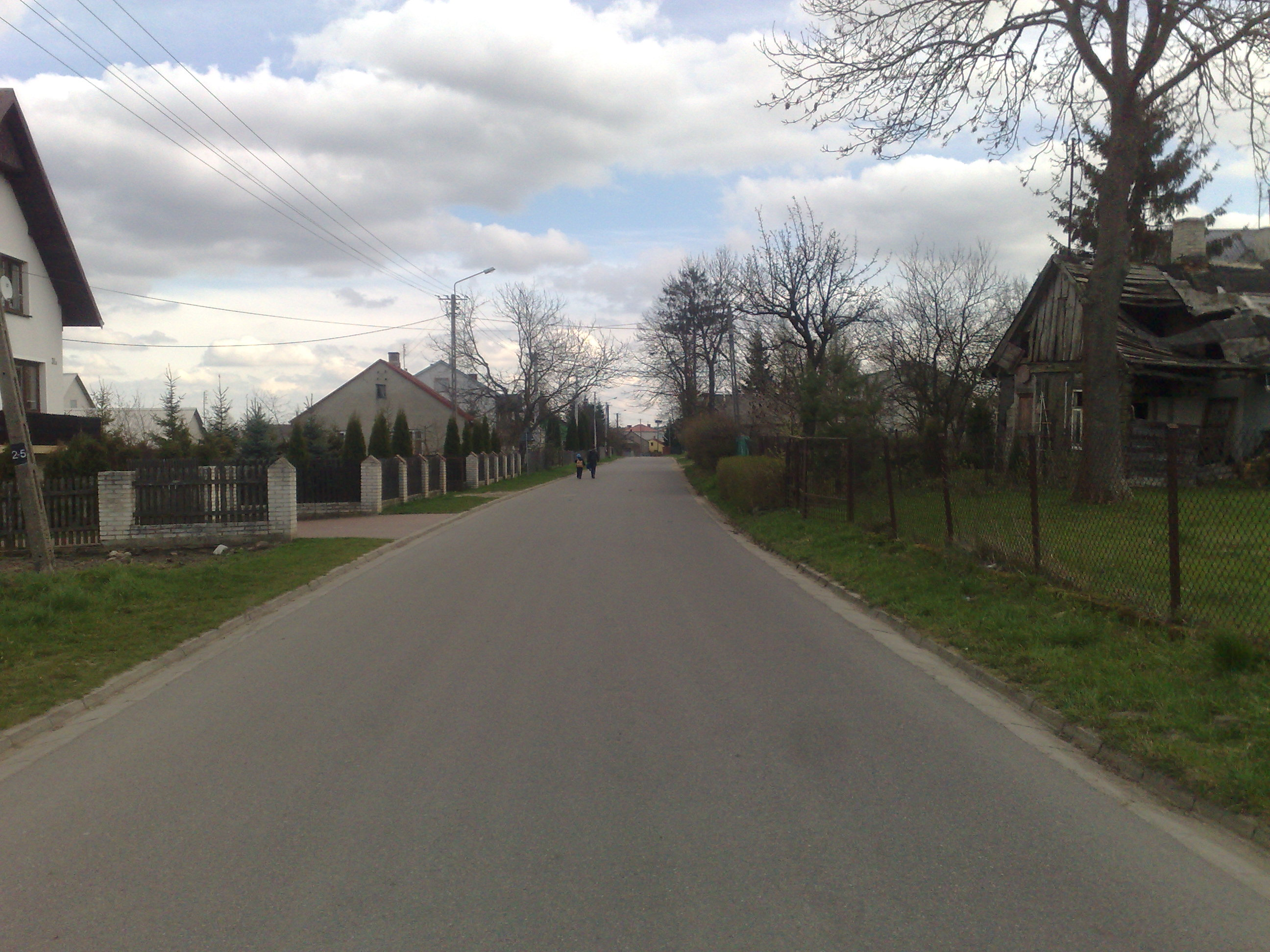
Droga przez wieś